# 아라사짱
아라사짱(アラサーちゃん)은  미네 나유카가 그린 일본의 네 컷 만화, 하테나 다이어리에서 연재된후, 『월간 SPA!』(후소샤)에서 2011년부터 연재중. 단행본은 하테나 다이어리 연재분은 미디어팩토리(현 KADOKAWA)에서(전1권), 『주간 SPA!』 연재분은 『아라사짱 무수정(アラサーちゃん 無修正)』으로서 후소샤에서 간행중(2014년 4월 기준으로, 기간 1권).
아라사세대 남자의 일상을 통해서, 동세대의 섹스를 포함한 연애생태를 적나라하게 그린다.
주로 남성용의 잡지 『주간 SPA!』에서의 연재이지만, 단행본의 구입자는 70퍼센트가 여성이라는 조사결과도 있다. 2014년 7월기에 드라마화 예정.

## 등장인물
「짱」이 붙는 인물은 여성, 「군」이 붙는 인물은 남성이다.
아라사 짱(アラサーちゃん)
주인공. 30살. 자유계약의 패터너. 조치 대학 문학부 영문학과 졸업. 연수 500만엔. 분케이 군을 사랑하고 있다. 옛 남자친구인 오라오라 군과는 섹스 프렌드 사이이다.
작가가 「지금까지 만난 미인의 외모·내면·인기 테크닉의 모든 것을 넣은」 캐릭터이다. 노슬리브에 하이넥의 복장 등, 캐릭터 설정의 일부에는 미네가 단 미쓰의 DVD패키지를 봤을 때의 이미지를 넣고, 나중에 미네와의 대담할 때에 약속한 것도 있고 드라마에서는 단 자신이 주역을 맡게 되었다.
유루후와 짱(ゆるふわちゃん)
34세. 잡화점의 고용된 점장. 긴조 학원대학 생활환경학부 환경디자인학과 졸업. 연수 350만 엔. 오라오라 군을 사랑하고 있지만, 본인에게는 섹스 프렌드 취급 당하고 있다.
야리만 짱(ヤリマンちゃん)
26세. 카바레식 클럽 처녀. 이바라키 현 리쓰히타치오야미 고등학교 상업과 졸업. 연수 360만엔.
사바사바 짱(サバサバちゃん)
30세. 파견 사원. 야마노 미용전문학교 테크니컬 프로코스 졸업. 연수 260만 엔. 언니 몸을 전체하고 있다.
히모테 짱(非モテちゃん)
29세. 도쿄 예술대학 미술학부 미술연구과 중퇴. 전신을 Comme des Garçons로 싸고 있고, 같은 브랜드 창시자의 가와쿠보 레이를 숭배하고 있다. 처녀.
실은 신장 175cm로 슬렌더한 모델 체형(다만 거유가 아니다)이지만, 그래서 인기가 많지 않기에 새우등으로 몸을 숨기고 있다.
본인은 겸손하지만, 요리 솜씨는 좋다. 모모이로 클로버 Z의 아리야스 모모카를 좋아한다. 영성 계의 화제는 싫어한다고 한다.
연수 600만 엔을 버는 동인작가라는 면도.
분케이 군(文系くん)
32세. 원 변집자의 서점원. 안경 남자. 와세다 대학 제1학부 연극영상 전수 졸업. 연수 330만 엔. 유루후와 짱을 사랑하고 있다.
오라오라 군(オラオラくん)
32세. 이벤트 회사 경영. 게이오기주쿠 대학 경제학부 졸업. 연수 1300만 엔. 이케멘이고 고수입.
타이슈 군
28세. 시스템 엔지니어. 메지로 대학 사회학부 미디어표현학과 졸업. 연수 400만 엔.
유토리 군(ゆとりくん)
20세. 대학생.
다쓰 오타 군(脱ヲタくん)
31세. 직업은 마토메 사이트 관리인. 동정。

## 서적
아라사짱(アラサーちゃん)
전1권(미디어팩토리, 2011년 11월 18일 제1쇄 발행 ISBN 978-4-84-014291-5)
아라사짱 무수정(アラサーちゃん 無修正)
제1권(후소샤, 2013년 4월 11일 제1쇄 발행 ISBN 978-4-59-406799-1)

## 드라마
아라사짱 무수정(アラサーちゃん 無修正)의 제목으로 드라마화.2014년 7월 26일부터 매주 토요일 0:52 - 1:23(금요일심야)에 TV 도쿄 계열의 금요 25시 시간대에 방송.
주인공을 연기하는 단 미쓰는 첫 연속극 주연작.

### 캐스트
〈〉 안은 설정 나이. 자세한 인물 설명은 원작 항목을 참조. 본 항목에서는 간단한 친족 관계를 기재.
- 아라사 짱(アラサーちゃん)〈30〉 - 단 미쓰
- 오라오라 군(オラオラ君)〈32〉 - 가와무라 요스케
- 분케이 군(文系くん)〈32〉 - 오시나리 슈고
- 유루후와 짱(ゆるふわちゃん)〈34〉 - 미히로
- 타이슈 군(大衆くん)〈28〉 - 곤노 히로키(킹 오브 코미디)
- 히모테 짱(非モテちゃん)〈29〉 - 가와무라 에미코(탄포포)
- 야리만 짱(ヤリリンちゃん)〈26〉 - 노부카와 세이준
- 사바사바 짱(サバサバちゃん)〈30〉 - 사토 히토미

#### 게스트
복수화・단화 등장인 경우에는 연기자 명의 옆 괄호에 표기.
제1화
- 아가씨 - 다가와 카나미
- 선술집 점원 - 시노미야 쇼고
- 점 프로그램 나레이션 - 마쓰마루 유키

제2화
- 바 점원 - 오즈카 코지로(제3화 - 제4화)
- 모토카레 군(元カレくん)〈32〉 - 미야케 소라
- 남1 - 오나가 켄
- 남2 - 고하시가와 쿄스케

제3화
- 다쓰오타 군(脱ヲタくん)〈31〉 - 하세가와 네이
- 정사 후의 남자 - 루이케 다이치

제4화
- 카페 점원 - 기무라 시게키

### 스태프
- 원작 - 미네 나유카 『アラサーちゃん無修正』(「주간 SPA!」 / 후소샤), 『アラサーちゃん』(KADOKAWA)
- 구성・각본 - 아라이 유카, 시마다 우레하, 하시모토 코지, 야시로 타케히로, 도도키 나오코
- 음악 - 후지모토 요시타카
- 연출・프로듀서 - 구도 리사(TV 도쿄)
- 감독 - 류 유스케, 다케시 요스케, 히구레 켄
- 오프닝 테마 - 게즈노키와미오토메 「료키테키나키스오와타시니시테」(unBORDE)
- 엔딩 테마 - Giselle4 「WONDER GIRL」 (유니버설J)
- 나레이션 - 요코오 마리
- 조감독 - 다키 유스케, 가와이 하야토
- 음향효과 - 오쓰카 토모코
- 정음 - 아사리 나오키
- 오프닝 안무 - 하세가와 네이
- 기획 감수 - 니시다 테쓰야
- 기획 - 다니시마 마사유키
- 프로듀서 - 야마모토 아키히사, 아사노 유카
- 컨텐츠 프로듀서 - 세토 쓰요시, 다카하시 히로시
- 제작 - TV 도쿄, C&I 엔터테인먼트
- 제작저작 - 「아라사짱 무수정」 제작위원회

### 방송 일정
| 화수  | 방송일   | 부제목                                 | 부제목                                 | 각본                                    | 감독                    |
| 화수  | 방송일   | 원어                                   | 해석                                   | 각본                                    | 감독                    |
| ----- | -------- | -------------------------------------- | -------------------------------------- | --------------------------------------- | ----------------------- |
| 제1화 | 7월 26일 | 出会いは元カレの合コンで               | 만남은 전 남자친구의 미팅에서          | 아라이 유카                             | 히구레 켄               |
| 제2화 | 8월 02일 | アラサー女子のセフレ事情               | 아라사 여자의 섹스 프렌드 사정         | 아라이 유카 시마다 우레하               | 히구레 켄 다케이 요스케 |
| 제3화 | 8월 09일 | アラサーちゃんヤリリンちゃんを尊敬する | 아라사 짱 야리린 짱을 존경한다         | 아라이 유카 시마다 우레하               | 히구레 켄 다케이 요스케 |
| 제4화 | 8월 16일 | アラサーちゃんの(裏)ニンゲン分析       | 아라사 짱의 (뒤) 인간분석              | 시마다 우레하 아라이 유카 도도키 나오코 | 히구레 켄 다케이 요스케 |
| 제5화 | 8월 23일 | アラサーちゃん文系くんをデートに誘う   | 아라사짱, 분케이를 데이트로 유혹하다   | 아라이 유카                             | 다케이 요스케           |
| 제6화 | 8월 30일 | アラサー女子のオシャレ事情             | 아라사 여자의 멋진 사정                | 하시모토 코지 아라이 유카               | 다케이 요스케 히구레 켄 |
| 제7화 | 9월06일  | 二回戦に持ち込むモテテク講座           | 2회전에서 끌고간 인기 얻는 테크닉 강좌 | 도도키 나오코                           | 다케이 요스케           |